# Kuno Gonschior
Kuno Gonschior (* 10. September 1935 in Wanne-Eickel; † 16. März 2010 in Bochum) war ein deutscher Maler und Hochschullehrer; er zählt zu den Vertretern der Konkreten Kunst.

## Leben
Gonschior studierte von 1957 bis 1961 an der Kunstakademie Düsseldorf bei Karl Otto Götz und machte im Anschluss bis 1963 eine Lehrerausbildung an der Universität Köln. Es folgten Lehrtätigkeiten an der Theodor-Körner-Schule und der Albert-Einstein-Schule Bochum. 1972 wurde Gonschior als Lehrer an das Seminar für Kunst und Didaktik der Pädagogischen Hochschule Münster berufen. Von 1982 bis 2000 übernahm er eine Professur für freie Malerei an der Hochschule der Künste Berlin.

## Werk
Bereits in seinen frühen, Anfang der 1960er Jahre entstandenen Bildern wandte sich Gonschior von der informellen, gestischen Position seines Lehrers Götz ab. Er beschäftigte sich mit Wahrnehmungsphänomenen und bildete mit seriellen, mit dem Pinsel gesetzten Punkten Farbräume. Seine Bilder entstanden vor dem Hintergrund wissenschaftlicher Versuchsanordnungen, „[…] doch die Bildaussagen sind keine bloße Umsetzung farbtheoretischer Kenntnisse, sie reichen weiter in einen sinnlichen Wirkungsbereich […]“, in der der Betrachter zum wichtigen Bestandteil des Bildes wird. Ab 1962 bediente sich der Künstler der Leuchtfarbe, die er mit flachem, schmalen Pinsel pastos zu „flirrenden“ Farbstrukturen kombinierte.
Ende der 1960er Jahre verwendete er diese Farben auch in komplementärer Kombination. Er setzte zum Beispiel vor den Hintergrund der Leuchtfarbe Grün sich nach der Bildmitte verdichtende und vergrößernde rote Punkte und erzeugte damit flimmernde, kugelförmige Gebilde. In weiteren Bildern kehrte er diese Versuchsanordnung um. Die entstehenden „Vibrationen“ (so auch der Titel der Arbeiten) täuschen nicht wie bei der Op Art das Auge, sondern projizieren auf die Netzhaut des Betrachters irritierende Nachbilder. Mitte der 1970 dehnte der Künstler seine Malerei über das Tafelbild auf Wände und Fußböden aus und ließ für den Betrachter farbige Phänomene im Zwischenbereich von Realraum und Illusionsraum entstehen.
Werke des Künstlers sind in Besitz zahlreicher öffentlicher Sammlungen. 1977 nahm er an der von Manfred Schneckenburger verantworteten documenta 6 in Kassel teil. 1999 erhielt er den Deutschen Kritikerpreis.
Kuno Gonschior war Mitglied im Deutschen Künstlerbund. Er lebte und arbeitete in Bochum.